# Boutade
Une boutade est un jeu de mots, un trait d'esprit, une plaisanterie originale ou plus classique. 
C'est une saillie vive, imprévue et originale, faisant souvent appel au paradoxe.

## Exemples de boutades
- « Mon Dieu, mon Dieu, délivrez-nous de toutes les religions. »

(Guy Bedos, 1934-2020, extrait de presse 1995)
- « Y a-t-il une vie après la mort ? Seulement Jésus pourrait répondre à cette question. Malheureusement il est mort. »

(Michel Colucci, dit Coluche, 1944-1986)